# Wigner–Seitz-sugár
A kondenzált anyagok fizikájában a Wigner–Seitz-sugár egy szilárdtestet felépítő részecskék átlagos méretét jellemző mennyiség, mellyel például szilárdtestekben fennálló kitöltöttség, illetve sűrűségviszonyok adhatók meg. A mennyiség a nevét Wigner Jenő és Frederick Seitz fizikusokról kapta.

## Meghatározása
Ha egy háromdimenziós szilárdtest egy adott {\displaystyle V} térfogatában {\displaystyle N} darab részecske található, a Wigner–Seitz-sugarat az alábbiak szerint határozzák meg: 
{\displaystyle {\frac {4\pi r_{WS}^{3}}{3}}={\frac {V}{N}}={\frac {1}{n}}}, 
ahol {\displaystyle r_{WS}} Wigner–Seitz-sugár, n pedig a részecskék térfogati darabsűrűsége. A fenti kifejezést a sugárra kifejezve azt kapjuk, hogy: 
{\displaystyle r_{WS}=\left({\frac {3}{4\pi n}}\right)^{1/3}}. 
Ha felhasználjuk, hogy a részecskék {\displaystyle n} térfogati sűrűsége kifejezhető az {\displaystyle M} moláris tömeggel {\textstyle n={\frac {\rho N_{A}}{M}}}alakban, ahol {\displaystyle N_{A}} az Avogadro-szám, akkor a képlet átírható az 
{\displaystyle r_{WS}=\left({\frac {3M}{4\pi \rho N_{A}}}\right)^{1/3}}
alakba. 
A gyakorlatban például fémrácsokban található iontörzsek jellemző távolsága a Wigner–Seitz-sugár kétszerese: {\displaystyle 2r_{WS}}. 
Néhány elemi anyag Wigner–Seitz-sugara Bohr-sugárnyi ({\displaystyle a_{0}}) egységekben megadva:
| Elem | {\displaystyle r_{WS}/a_{0}} |
| ---- | ---------------------------- |
| Li   | 3,25                         |
| Na   | 3,93                         |
| K    | 4,86                         |
| Rb   | 5,20                         |
| Cs   | 5,62                         |

## Fordítás
Ez a szócikk részben vagy egészben  a   Wigner–Seitz radius című angol Wikipédia-szócikk ezen változatának fordításán alapul.  Az eredeti cikk szerkesztőit annak laptörténete sorolja fel. Ez a jelzés csupán a megfogalmazás eredetét és a szerzői jogokat jelzi, nem szolgál a cikkben szereplő információk forrásmegjelöléseként.